# Тунглинг
Тунглинг (铜陵) град је Кини у покрајини Анхуеј. Према процени из 2009. у граду је живело 321.626 становника.

## Становништво
Према процени, у граду је 2009. живело 321.626 становника.
| 1990.   | 2000.   | 2009    |
| ------- | ------- | ------- |
| 249.792 | 294.074 | 321.626 |